# Stefan Uroš Ier
 (août 2014).
Si vous disposez d'ouvrages ou d'articles de référence ou si vous connaissez des sites web de qualité traitant du thème abordé ici, merci de compléter l'article en donnant les références utiles à sa vérifiabilité et en les liant à la section « Notes et références ».
Stefan IV Uroš Ier Nemanjić (en serbe cyrillique Стефан Урош I, ou parfois aussi en français Étienne IV Uros Ier), était un souverain serbe de la dynastie des Nemanjić ayant régné de 1243 à 1276. Il était le quatrième et le plus jeune fils de Stefan Ier Nemanjić et d’Anne Dandolo (en). Il épousa une Française, sainte Hélène d'Anjou, membre de la famille de Charles d'Anjou roi de Sicile.

## L’équilibre entre la Hongrie et l'empire de Nicée
Le début du règne d'Uroš fut calme car l’occupation de Constantinople par les Latins, la lutte entre Nicée et l’Épire, la Hongrie et la Bulgarie ravagées par les Mongols permirent aux Serbes de respirer. La Serbie se releva du passage des Mongols et prospéra.
Uroš Ier établit de bons rapports avec Michel VIII Paléologue dans sa période nicéenne, ainsi qu’avec la Hongrie qu’il ménagea. Mais les rapports entre Uroš et Michel furent particulièrement étroits après la reprise de Constantinople par ce dernier en 1261, puisque les Serbes l’avaient fortement soutenu dans sa "mission sacrée". Michel décida de donner sa fille Anne à Milutin, le second fils d'Uroš. Mais lorsque la cour serbe, très pieuse et monacale, découvrit la suite de la princesse byzantine, elle fut choquée par le luxe et la richesse des Grecs, car, dans son esprit, ils devaient être de pieux chrétiens. Et inversement, les Byzantins ne comprirent pas la modestie et la frugalité de la cour royale serbe. L'alliance avec Michel fut rompue par Uroš après que l'empereur byzantin eut accepté l'union des Églises en 1274, ce qui avait fortement fragilisé sa position à la tête de l'empire ; le mariage ne fut donc pas célébré.

## La politique de centralisation d'Uroš
Si sous le règne d’Uroš la Serbie avait fait tant de progrès dans tous les domaines, culturels et économiques, elle le devait surtout à sa politique de centralisation du pouvoir, qui avait supprimé totalement l’autonomie des différentes régions serbes, Zeta, Travounie, Zachlumie. Cette centralisation lui avait permis, notamment, de mieux récolter les impôts.

## Le développement des ressources minières
Uroš avait fait aussi l’inventaire des richesses de la Serbie, il avait ainsi pu constater que la Serbie avait un potentiel minier important en or, mais encore beaucoup plus grand en argent. La Serbie n'exploitait que la mine d'argent de Brskovo, mais elle était couverte de filons non exploités en raison du manque de mineurs qualifiés. Uroš fit alors venir de Transylvanie des mineurs saxons qu'il chargea de développer l'activité minière et de former les Serbes à son extraction. Cette initiative du roi allait se révéler à l'avenir, très bonne pour l'économie de la Serbie.

## La défaite et la fin d'Uroš

Le royaume de Serbie en 1265

La Hongrie s'était relevée du passage des hordes mongoles et tartares. Elle établit dans la région de Belgrade le duché de la Mačva, au niveau de la Save. Les Hongrois espéraient en faire le point de départ d'une expansion future. En 1268, Uroš, qui avait jusque-là régné en paix en Serbie, sentit la menace et ravagea la Mačva pour arrêter les Hongrois dans leur projet. Les Hongrois prirent leur temps pour préparer leur armée et, la même année, battirent l’armée d'Uroš et le firent prisonnier. Ils ne demandèrent pas de rançon pour libérer le vieux roi serbe ; ils préférèrent parier sur une alliance d’avenir en lui demandant de donner en mariage son fils Stefan Dragutin à la petite fille du roi Béla IV, Katelin. Uroš accepta. Le mariage fut d’ailleurs une réussite. Katelin avait une forte influence sur Dragutin. Mais Uroš, en centralisateur qu’il était, refusa de donner une partie de ses terres à son fils pour qu’il les administre comme le voulait une coutume hongroise. Dragutin se retourna alors vers sa belle famille, qui chassa son père du trône de Serbie.
Uroš partit pour la région de Hum, où il décida de prendre l’habit. Devenu moine, il y prit le nom de Siméon et mourut en 1276.

## Union et postérité
Le roi Stefan Uroš Ier avait épousé vers 1250 la princesse Hélène d'Anjou morte le 8 février 1314 dont il a eu pour enfants :
- Stefan Dragutin ;
- Stefan Milutin ;
- Brnca, morte jeune religieuse ;
- Stefan, mort avant 1264.

### Sources
- Dusan Batakovic, Histoire du peuple serbe, éditions L'âge d'homme  (ISBN 282511958X)
- Georges Castellan, Histoire des Balkans, XIVe – XXe siècle, éditions Fayard  (ISBN 2213605262)
- Donald M. Nicol, Les Derniers siècles de Byzance, 1261-1453, éditions les Belles Lettres  (ISBN 2251380744)